# Miya (titel)
Miya (Japans: 宮号, miyagō; letterlijk „hoftitel”; etym.: mi 御 [honorifiek prefix] + ya 屋 [„huis”] + gō 号[„titel, naam”]) is een adelspredicaat dat sedert de 12e eeuw traditioneel door leden van de Japanse keizerlijke familie gevoerd wordt. Naar gewoonte dragen prinsen en prinsessen van den bloede, uitgezonderd de kroonprins, tot hun huwelijk voor de titel miya een formele naam. Uit de typisch Japanse deferentie voor de roepnaam, worden ze in het maatschappelijk verkeer met deze officiële naam aangeduid. Zo was de formele titel van kroonprins Naruhito voor hij kroonprins werd prins Hiro (Jap.: Hiro-no-miya 浩宮).
Een tweede soort miya betreft titels die de keizer aan stichters van een keizerlijke nevenlinie dat wil zeggen een prinselijk huis (Jap.: miyake 宮家) verleent. Zij refereren aan plaatsnamen die historisch nauw met het keizershuis verbonden zijn, en gaan doorgaans bij primogenituur over op de oudste zoon. Na afslanking van het keizerlijk huis op instigatie van de bezettingsautoriteit (oktober 1947), waarbij 11 families van keizerlijke status ontzet werden, kent het Japanse hof thans nog slechts vijf van dergelijke prinselijke huizen: Mikasa, Hitachi, Takamado, Katsura en Akishino. Analoog met bovengemeld gebruik, staan hoofden van prinselijke huizen in Japan veeleer onder hun huisnaam bekend, daar waar Westerse media ook de combinatie titulatuur-roepnaam gebruiken. Conform deze dualiteit voert de tweede zoon van de huidige keizer bv. naargelang de context de titel prins Akishino c.q. prins Fumihito.